# Léo Mirkine
 (février 2013).
Léo Mirkine, né le 9 juillet 1910 à Kiev et mort le 7 novembre 1982  à Saint-Paul-de-Vence, est un photographe français d'origine juif russe, spécialisé dans le cinéma.
Léo Mirkine est connu notamment pour son travail de photographe de plateau sur les films Un carnet de bal de Julien Duvivier, J’accuse d’Abel Gance, Fanfan la Tulipe de Christian-Jaque, Les Diaboliques de Henri-Georges Clouzot, Et Dieu… créa la femme de Roger Vadim.

## Biographie
Léo Mirkine a neuf ans lorsque la Révolution d'Octobre le déracine pour la France. Vers 1930, il étudie les Beaux-Arts et l'architecture à Paris tout en développant sa passion pour la photographie. Très vite, il va se tourner vers le cinéma. D’abord figurant, il devient assistant décorateur avant d'exercer comme photographe de plateau à partir de 1933 à la demande de Christian-Jaque pour le film Un bœuf sur la langue. 
Compagnon de route du Parti communiste français, il est l’un des membres fondateurs en 1935 avec Jean Renoir de la première Maison de la Culture. Mirkine participe alors à environ cinq films par an. L’année suivante, il retrouve Renoir sur le tournage de La Vie est à nous, film de propagande commandé par le Parti à l’heure du Front populaire.
Mobilisé et envoyé dans la région de Sedan, il rejoint l'état-major comme photographe. La débâcle l'amène à Montauban et en juillet 1940 il part pour Nice, en zone libre. Mirkine ouvre alors son magasin (Tout pour le Cinéma et la Photo), alterne les reportages, les portraits et les incursions sur les plateaux voisins des Studios de la Victorine. Sa boutique devient un studio où sont réalisés photos d’identité et faux papiers, ainsi qu’une boîte aux lettres pour les mouvements de résistance Combat et Quatorze Juillet. Alors qu'il est recherché par la Gestapo, Mirkine travaille sur Les Visiteurs du soir (1942) ou Les mystères de Paris (1943). Il est arrêté en juillet 1944 sur le tournage du film Les Enfants du paradis. Envoyé au camp de Drancy (département de la Seine), il sera libéré en même temps que la Capitale. 
Mirkine devient par la suite membre actif du Comité de libération du cinéma et réussit à récupérer 70 caisses de pellicule vierge que les Allemands destinaient aux franquistes. Une partie de La Bataille du rail de René Clément est tournée avec cette pellicule, en 1945.
À partir de 1946, il suit le Festival de Cannes, bientôt rejoint par son fils Yves.
En 1949, alors qu’il est photographe sur le film La Belle Meunière de Marcel Pagnol il double également certaines scènes en 16 mm sur une nouvelle émulsion couleur et sera ainsi à l'origine de l’une des premières tentatives de gonflage en 35 millimètres. En 1956, il est le photographe de plateau du film qui va révéler Brigitte Bardot, Et Dieu… créa la femme, premier film de Roger Vadim. En 1959, il participe à la première coproduction franco-russe Normandie-Niémen de Jean Dréville, tournage qui dure plus de huit mois. Il revient avec l’un des premiers reportages photo sur l’URSS.
Au cours des années 1960, Léo Mirkine ajoute une recherche esthétique sur les nus féminins à son parcours de photographe. 
Tous les magazines achètent les clichés des Mirkine père et fils, les majors américaines leur donnent libre accès à leurs stars. Paris-Match, Jours de France, Cinémonde et Ciné Revue les publient régulièrement. Les grandes compagnies américaines de cinéma, Artistes Associés, 20th Century Fox, Columbia et Warner Bros., achètent les photos Mirkine. Autonomes grâce à leur laboratoire de Nice et animé par une volonté d'indépendance, les Mirkine développent eux-mêmes films et épreuves.
En 1981, Mirkine décide à soixante et onze ans de couvrir son dernier festival, complétant ainsi les quelque 120 000 négatifs déjà réalisés.
La devise de Mirkine était : « se trouver avant les autres au bon endroit, et deviner que ce qui semble aujourd’hui sans importance sera demain de l’histoire »[pertinence contestée].

## Filmographie
- 1933 : Un bœuf sur la langue, de Christian-Jaque
- 1933 : Mademoiselle Josette, ma femme, d'André Berthomieu
- 1935 : La Sonnette d'alarme, de Christian-Jaque
- 1935 : Mademoiselle Mozart, de Yvan Noé
- 1935 : Haut comme trois pommes, de René Lamelot et Ladislas Vajda
- 1935 : Sous la griffe, de Christian-Jaque
- 1936 : La vie est à nous, de Jean Renoir
- 1936 : Rigolboche, de Christian-Jaque
- 1936 : Un de la légion, de Christian-Jaque
- 1936 : L'École des journalistes, de Christian-Jaque
- 1936 : Monsieur Personne, de Christian-Jaque
- 1937 : La maison d'en face, de Christian-Jaque
- 1937 : Josette, de Christian-Jaque
- 1937 : Alexis gentleman chauffeur, de Max de Vaucorbeil
- 1937 : Un carnet de bal, de Julien Duvivier
- 1937 : Les Dégourdis de la 11e, de Christian-Jaque
- 1937 : À Venise, une nuit, de Christian-Jaque
- 1937 : L'Affaire du courrier de Lyon de Claude Autant-Lara et Maurice Lehmann
- 1937 : François 1er, de Christian-Jaque
- 1938 : Les Pirates du rail, de Christian-Jaque
- 1938 : J'accuse, d'Abel Gance
- 1938 : Les Disparus de Saint-Agil, de Christian-Jacque
- 1938 : Grisou, de Maurice de Canonge
- 1938 : Alerte en Méditerranée, de Léo Joannon
- 1938 : Le Capitaine Benoît, de Maurice de Canonge
- 1938 : Gosse de riche, de Maurice de Canonge.
- 1939 : Fort Dolorès, de René Le Hénaff
- 1939 : Le monde tremblera, de Richard Pottier
- 1939 : Tourbillon de Paris, d'Henri Diamant-Berger
- 1939 : Le Déserteur, de Léonide Moguy
- 1939 : Entente cordiale, de Marcel L'Herbier
- 1939 : Le Paradis des voleurs, de Lucien-Charles Marsoudet
- 1940 : L'Empreinte du dieu, de Léonide Moguy
- 1940 : Le Feu de paille, de Jean Benoît-Lévy
- 1940 : Le Café du port, de Jean Choux
- 1941 : L'Enfer des anges, de Christian-Jaque.
- 1942 : Les Visiteurs du soir, de Marcel Carné
- 1942 : Les Hommes sans peur, d'Yvan Noé
- 1942 : La Belle Aventure, de Marc Allégret
- 1942 : L'assassin a peur la nuit, de Jean Delannoy
- 1943 : Après l'orage, de Pierre-Jean Ducis
- 1943 : Six Petites Filles en blanc, de Yvan Noé
- 1943 : Les Mystères de Paris, de Jacques de Baroncelli
- 1943 : La Cavalcade des heures, de Yvan Noé
- 1944 : Le mort ne reçoit plus, de Jean Tarride
- 1944 : Béatrice devant le désir, de Jean de Marguenat
- 1945 : Les Enfants du paradis, de Marcel Carné
- 1945 : L'Extravagante Mission, de Henri Calef
- 1945 : Dorothée cherche l'amour, d'Edmond T. Gréville
- 1946 : Jéricho, d'Henri Calef
- 1946 : Les gosses mènent l'enquête, de Maurice Labro
- 1946 : La Foire aux chimères, de Pierre Chenal
- 1947 : Le Mariage de Ramuntcho, de Max de Vaucorbeil
- 1947 : Les Requins de Gibraltar, d'Emil E. Reinert
- 1947 : Les Chouans, d'Henri Calef
- 1947 : Capitaine Blomet, d'Andrée Feix
- 1948 : La Belle Meunière, de Marcel Pagnol
- 1949 : L'École buissonnière, de Jean-Paul Le Chanois
- 1949 : La Patronne, de Robert Dhery
- 1949 : Vire-vent, de Jean Faurez
- 1949 : Le Signal rouge, d'Ernst Neubach
- 1949 : Le Roi, de Marc-Gilbert Sauvajon
- 1949 : On demande un assassin, d'Ernst Neubach
- 1950 : Dominique, d'Yvan Noé
- 1951 : La Femme à l'orchidée, de Raymond Leboursier
- 1951 : Les Quatre Sergents du Fort Carré, d'André Hugon
- 1951 : Coupable ?, d'Yvan Noé
- 1951 : Le Cap de l'espérance, de Raymond Bernard
- 1952 : Fanfan la Tulipe, de Christian-Jaque
- 1952 : Légère et court vêtue, de Jean Laviron
- 1952 : Manina, la fille sans voiles, de Willy Rozier
- 1953 : Kœnigsmark, de Solange Térac
- 1953 : Un caprice de Caroline chérie, de Jean Devaivre
- 1953 : Cet homme est dangereux, de Jean Sacha
- 1953 : Les vacances finissent demain, de Yvan Noé
- 1953 : Les Fruits sauvages, d'Hervé Bromberger
- 1953 : L'Île aux femmes nues, de Henri Lepage
- 1953 : Les femmes s'en balancent, de Bernard Borderie
- 1953 : La Route Napoléon, de Jean Delannoy
- 1953 : Un acte d'amour, de Anatole Litvak
- 1954 : Papa, Maman, la Bonne et moi, de Jean-Paul Le Chanois
- 1954 : Obsession, de Jean Delannoy
- 1954 : Ça va barder, de John Berry
- 1955 : Les Diaboliques, d'Henri-Georges Clouzot
- 1955 : Nagana, d'Hervé Bromberger
- 1955 : À toi de jouer, Callaghan, de Willy Rozier
- 1955 : Cherchez la femme, de Raoul André
- 1956 : Le Cas du docteur Laurent, de Jean-Paul Le Chanois
- 1956 : Et Dieu… créa la femme, de Roger Vadim
- 1956 : L'Homme et l'Enfant, de Raoul André
- 1956 : Papa, maman, ma femme et moi, de Jean-Paul Le Chanois
- 1956 : Les Aventures de Till l'Espiègle, de Gérard Philipe et Joris Ivens
- 1956 : L'Énigmatique Monsieur D (Foreign Intrigue), de Sheldon Reynolds
- 1958 : La Vie à deux, de Clément Duhour
- 1958 : Vive les vacances, de Jean-Marc Thibault
- 1958 : Les Amants de Montparnasse aka "Montparnasse 19", de Jacques Becker
- 1959 : Les Lionceaux, de Jacques Bourdon
- 1959 : Les Tripes au soleil, de Claude Bernard-Aubert
- 1960 : Prisonniers de la brousse, de Willy Rozier
- 1960 : Normandie-Niémen, de Jean Dréville
- 1960 : Marie des Isles, de Georges Combret
- 1960 : Chien de pique, d'Yves Allégret
- 1960 : Au voleur, de Ralph Habib
- 1960 : Ça va être ta fête, de Pierre Montazel
- 1960 : Le Bal des espions, de Michel Clément
- 1961 : La Fayette, de Jean Dréville
- 1961 : Vive Henri IV, vive l'amour, de Claude Autant-Lara
- 1962 : Rencontres, de Philippe Agostini
- 1962 : Virginie, de Jean Boyer
- 1962 : Le Petit Garçon de l'ascenseur, de Pierre Granier-Deferre
- 1963 : Le Glaive et la Balance, de André Cayatte
- 1966 : La Nuit des adieux, de Jean Dréville et Isaak Menaker
- 1967 : Johnny Banco, de Yves Allégret
- 1968 : Isadora, de Karel Reisz
- 1968 : Les Jeunes Loups de Marcel Carné
- 1972 : la Scoumoune de José Giovanni

## Publications
- Léo Mirkine, Festival de Cannes, 30 ans de cinéma, Éditions Contrejour.
- Stéphane Mirkine, Stars Mirkine, Flammarion.